# Radotice (tvrz)
Tvrz Radotice byla tvrz v Radoticích, stávala na břehu řeky Želetavky v nížinné oblasti přibližně uprostřed nynější návsi Radotic, jižně od mostu přes Želetavku.

## Popis
Tvrz stávala v nížině Želetavky, na vyvýšené oválné ploše o průměru 47 metrů uprostřed nynější návsi vesnice, na jižní straně je zachován val. Okolo oválu měl být 17–30 metrů široký příkop. V 19. století byl postaven na místě bývalého tvrziště dům, jeho součástí je stará kamenná studna, která mohla být součástí původní tvrze.

## Historie
První písemná zmínka o rodu vladyků v Radoticích pochází z roku 1394, do roku 1406 patřily Radotice Martinovi z Radotic. Poprvé je ve vsi tvrz zmíněna až v roce 1480, v tomto roce ji zakoupil Volfgang Ownar z Radotic. Na konci 15. století již byla uvedena jako pustá. V tu dobu byly Radotice připojeny k panství v Polici a místo ní se začala užívat nově postavená budova panského sídla na druhé straně řeky Želetavky.